# تدریج‌گرایی نقطه‌ای
تدریج‌گرایی نقطه‌ای (انگلیسی: Punctuated gradualism) یک فرضیه خردفرگشت است که به گونه‌ای اشاره می‌کند که «ایستایی نسبی در بخش قابل‌توجهی از مدت زمان کلی خود دارد [و] دچار تغییرهای ریخت‌شناختی دوره‌ای، نسبتاً سریعی شده‌است که سبب انشعاب دودمان نمی‌شود». این یکی از سه مدل رایج فرگشت است.

## ویژگی
در حالی که مدل سنتی دیرینه‌شناسی، مدل تبارزایی، بر این باور است که ویژگی‌ها به آرامی بدون هیچ ارتباط مستقیمی با گونه‌زایی تکامل یافته‌اند، ایده به‌نسبت جدیدتر و بحث‌برانگیزتر تعادل نقطه‌ای ادعا می‌کند که تغییرهای عمده تکاملی در یک دوره تدریجی اتفاق نمی‌افتد، بلکه به صورت موضعی اتفاق می‌افتد. رویدادهای نادر و سریع گونه‌های شاخه‌دار.
تدریج‌گرایی نقطه‌گذاری تغییری از این مدل‌ها در نظر گرفته می‌شود که در جایی بین مدل تدریج‌گرایی تباری و مدل تعادل نقطه‌ای قرار دارد. این موضوع بیان می‌کند که گونه‌زایی برای تکامل سریع دودمان از تعادلی به تعادل دیگر لازم نیست، اما ممکن است انتقال سریع بین حالت‌های پایدار طولانی را نشان دهد.